# Serhij Łatyszew
Serhij Wiktorowycz Łatyszew (ukr. Сергій Вікторович Латишев; ur. 24 maja 1975) – ukraiński zapaśnik walczący w stylu wolnym. Wojskowy wicemistrz świata w 2001 i 2002. Trzeci w Pucharze Świata w 2003 i 2006 roku.